# Organisation mondiale des bouddhistes
L'Organisation mondiale des bouddhistes, en anglais World Fellowship of Buddhists, est une organisation bouddhiste internationale. 
Elle est fondée en 1950 sur l'initiative du diplomate sri-lankais Gunapala Piyasena Malalasekera, à Colombo au Sri Lanka, par les représentants de 27 nations. Bien que le bouddhisme Theravada soit très présent dans cette organisation (tous ses présidents ont été originaires du Sri Lanka ou d'Asie du Sud-Est), des membres de toutes les écoles bouddhistes sont actifs au sein de l'organisation.

## Buts de l'organisation
Les buts et objectifs de l'Organisation mondiale des bouddhistes sont les suivants :
1. Promouvoir parmi les membres la stricte observance et la pratique des enseignements du Bouddha ;
2. Assurer l'unité, la solidarité et la fraternité entre bouddhistes ;
3. Propager la sublime doctrine du Bouddha ;
4. Organiser et prendre en charge des activités dans les domaines sociaux, éducatifs, et culturels, ainsi que des services humanitaires ;
5. Travailler au bonheur, à l'harmonie et à la paix sur Terre, et collaborer avec d'autres organisations travaillant aux mêmes fins.

## Structure
L'organisation a son siège en Thaïlande, et des centres régionaux dans 35 pays, y compris l'Inde, les États-Unis, l'Australie et plusieurs nations africaines et européennes, en plus des pays de tradition bouddhiste.
Depuis 1999, le président de l'organisation est Phan Wannamethee, de Thaïlande. Hsing-Yun, de la République de Chine, est président d'honneur.

## Distinctions
En 2013, l'organisation a reçu le Prix Manhae pour la paix.